# Puéchabon
Puéchabon é uma comuna francesa na região administrativa de Occitânia, no departamento de Hérault. Estende-se por uma área de 31,26 km². Em 2010 a comuna tinha 503 habitantes (densidade: 16,1 hab./km²).